# Внешняя баллистика
Внешняя баллистика — раздел баллистики, изучающий движение неуправляемых объектов (снарядов, мин, пуль, неуправляемых ракет, авиабомб и так далее) после их силового взаимодействия со стволом оружия или направляющей пусковой установки, а также факторы и условия, влияющие на это движение.

## Цели Внешней баллистики
- Получение исходных данных для проектирования артиллерийских и ракетных комплексов, снарядов и ракет к ним
- Обеспечение испытаний новых систем
- Составление таблиц стрельбы, по которым решаются задачи прицеливания, обобщение в форме баллистических алгоритмов результатов стрельбы и баллистических расчетов
- проведение траекторных изменений и так далее.

## Сущность Внешней баллистики
Внешняя баллистика определяет:
- форму траектории,
- наибольшие и наименьшие углы бросания,
- начальную скорость снаряда
- требования к значению испытываемой снарядом перегрузки
- определение устойчивости движения снарядов различной конструкции
- учёт влияния движения носителя вооружения на определение начальных условий

Внешняя баллистика ракет предполагает необходимость выделения для изучения активного участка траектории, на котором на движение снаряда оказывает влияние истечение газовой струи из сопла, образующейся от сгорания топлива, находящегося внутри корпуса.
Пассивный участок траектории — участок траектории пройденный снарядом после прекращения действия на него реактивной силы.

## Основные задачи Внешней баллистики
На выброшенное под углом к горизонту и с определённой скоростью тело действует сила тяжести и комплекс аэродинамических сил и моментов. Изучение закономерностей изменения сил, действующих на снаряда в полете, является одной из задач внешней баллистики.

### Прямая задача Внешней баллистики
Состоит в расчете траектории движения объекта по заранее известным данным.
Для решения этой задачи необходимо определить силы действующие на аппарат в полете и их значения в каждый момент времени. Составить дифференциальные уравнения движения объекта с учётом действующих на него сил. Результатом решения составленных дифференциальных уравнений при заданных начальных условиях являются все характеристики движения, по которым может быть построена траектория:
- линейная скорость
- угловая скорость
- углы, определяющие ориентацию объекта в пространстве
- время полета
- координаты центра масс

### Обратная задача Внешней баллистики
Состоит в определении баллистических характеристик движения по заданным граничным условиям, оптимальных режимов и траекторий движения, доставляющих экстремум заданным условиям.

### Третья задача Внешней баллистики
Расчет стабилизации и устойчивости движения объекта. На ракету или снаряд накладывается требование устойчивости полета, которое и достигается решением этой задачи.

### Четвёртая задача Внешней баллистики
Изучает факторы, влияющие на рассеивание траектории, определение степени их воздействия и способов уменьшения рассеивания и повышения точности стрельбы.
Шварцшильд занимался расчётами траекторий снарядов; в 1915 году направил в Академию [какую?] сообщение о поправках на ветер и плотность воздуха к траекториям, опубликованное лишь в 1920 году, после рассекречивания..

### Пятая задача Внешней баллистики
Разработка методического обеспечения составления таблиц стрельбы и оперативных алгоритмов подготовки исходных данных для проведения артиллерийской стрельбы или пусков ракет.